# پیتر گرتی
پیتر گرتی (انگلیسی: Peter Gerety؛ زادهٔ ۱۷ مهٔ ۱۹۴۰) یک هنرپیشه اهل ایالات متحده آمریکا است. وی از سال ۱۹۶۱ میلادی تاکنون مشغول فعالیت بوده‌است.
از فیلم‌ها یا برنامه‌های تلویزیونی که وی در آن نقش داشته است می‌توان به پینوکیو، نفوذی، جنگ چارلی ویلسون، کی-پکس، دشمنان ملت، نفرین عقرب یشمی، خانم وینتربورن، پرواز، پایان هالیوودی، سیریانا، افسانه بگر ونس، مونتانا ، بیگانه را بگیر، نجات پیکاسو، فیبی در سرزمین عجایب، جیب خدا، فرار و یک سال بسیار خشن اشاره کرد.